# Коббтаун (Флорида)
Коббтаун (англ. Cobbtown) — переписна місцевість (CDP) в США, в окрузі Санта-Роза штату Флорида. Населення — 78 осіб (2020).

## Географія
Коббтаун розташований за координатами 30°52′48″ пн. ш. 87°7′35″ зх. д. / 30.88000° пн. ш. 87.12639° зх. д. (30.879995, -87.126305).  За даними Бюро перепису населення США в 2010 році переписна місцевість мала площу 6,87 км², з яких 6,83 км² — суходіл та 0,04 км² — водойми.

## Демографія
Згідно з переписом 2010 року, у переписній місцевості мешкало 67 осіб у 31 домогосподарстві у складі 19 родин. Густота населення становила 10 осіб/км².  Було 34 помешкання (5/км²).
Расовий склад населення:
| - 100,0 % — білих |

До двох чи більше рас належало 0,0 %. Частка іспаномовних становила 0,0 % від усіх жителів.
За віковим діапазоном населення розподілялося таким чином: 19,4 % — особи молодші 18 років, 58,2 % — особи у віці 18—64 років, 22,4 % — особи у віці 65 років та старші. Медіана віку мешканця становила 45,5 року. На 100 осіб жіночої статі у переписній місцевості припадало 116,1 чоловіків;  на 100 жінок у віці від 18 років та старших — 116,0 чоловіків також старших 18 років.
Цивільне працевлаштоване населення становило 27 осіб. Основні галузі зайнятості: освіта, охорона здоров'я та соціальна допомога — 66,7 %, сільське господарство, лісництво, риболовля — 33,3 %.